# Нагойська фондова біржа
Нагойська фондова біржа (яп. 名古屋証券取引所, англ. Nagoya Stock Exchange) — фондова біржа, що розташована в Нагої, Японія. Це третій найбільший біржовий майданчик в Японії після Токійської і Осакської бірж.
Одна з фондових бірж (Нагоя, Фукуока, Саппоро), розташована в регіональних містах Японії, попередником якої є Нагойська фондова біржа. Він також відомий як Ise-cho від назви вулиці, на якій він розташований. Раніше її називали однією з трьох основних фондових бірж Японії разом із Токійською фондовою біржею (TSE) і Осакською біржею цінних паперів (OSE). Однак через вплив надмірної концентрації на Токійській фондовій біржі її частка в обсязі торгів надзвичайно мала — 0,02% (статистика 2014 року).
Як фондовий ринок, існують Premier Market, Main Market, які мають різні стандарти лістингу, і Next, ринок для компаній-початківців, заснований у 1999 році. Крім акцій, відкриті також ринок державних і корпоративних облігацій, іноземних облігацій, ринок корпоративних облігацій з правами придбання акцій (конвертовані облігації), ринок корпоративних облігацій з правами придбання акцій (варантні облігації), ринок цінних паперів прав придбання акцій.
В останні роки через концентрацію на TSE ряд компаній одна за одною відкликали свої лістинги. Навіть для компаній, розташованих у регіоні Токай, лістинг на Токійській фондовій біржі є надзвичайно вигідним з точки зору впізнаваності назви та торговельної діяльності, тому компанії з потенціалом зростання прагнуть бути зареєстрованими на Токійській фондовій біржі незалежно від розташування їхнього головного офісу. поширений в Торгова система також покладається на нову систему стрілок Токійської фондової біржі, тому, якщо пов’язана з торгівлею система Токійської фондової біржі зупиниться, місцеві біржі, включаючи Нагойську фондову біржу, також зупиняться в ланцюговій реакції, що призведе до географічного поділу. між Токіо та Нагоєю геополітичні ризики не диверсифіковані. З цієї причини великі компанії з торговими зонами по всій Японії прискорили тенденцію до об’єднання на Токійську фондову біржу через вартість лістингу на Токійській фондовій біржі, а відомі компанії вийшли з фондової біржі Нагоя (виключено з лістингу). за іншим..
Обсяг торгів у 2015 році становив 638,63 млн акцій (на 22% більше, ніж у попередньому році), збільшуючись четвертий рік поспіль. Річний обсяг торгів у 2017 році становив 140,1 млрд ієн, що вперше впало нижче 333,5 млрд ієн на фондовій біржі Саппоро.
Порівняно з Токійською фондовою біржею, інституційні інвестори Приплив коштів від індивідуальних інвесторів невеликий, і є багато акцій, якими не можна торгувати. Оскільки немає індексного фонду, орієнтованого тільки на акції, що котируються на біржі, немає капіталу для індексних інвестицій (пасивних інвестицій), які зростають у всьому світі в останні роки, тому ліквідності та стабільності порівняно з TSE бракує сексуальності. З іншого боку, є багато акцій з невеликою ринковою капіталізацією, які можуть орієнтуватися на значні коливання ціни акцій за невелику суму грошей, отже, є акції з сильними коливаннями ціни, такі як акули та інвестиції в сарану.
Разом із переходом Токійської фондової біржі на нові ринкові підрозділи (основний ринок, стандартний ринок, зростаючий ринок) 4 квітня 2022 року біржа також змінила першу секцію ринку на «преміальний ринок» у ту ж дату. Ринок», друга частина ринку отримала назву «Основний ринок», а Centrex — «Наступний ринок». Критерії для лістингу на прем'єр-ринку будуть суворішими, ніж на першій секції Токійської фондової біржі, подібно до критеріїв на Токійській фондовій біржі.

## Години роботи
Ранкова сесія 09:00 — 11:30
Після 12:30 — 15:30

## Історія
Березень 1886 р. створена 3-нагойська фондова біржа (колишня) (торги розпочалися в липні того ж року. Ліквідовано 12 грудня 1889).
18 листопада 1893 — засновано Nagoya Stock Exchange Co., Ltd.
19 лютого 1894 — торгівля відновлена. У той же час акції Нагойської фондової біржі були включені в лістинг.
4 січня 1928 — переїхав до Сінічібакана.
3 Березня 1932 — закынчилася добудова нового головного корпусу.
31 березня 1943 — вилучення акцій з фондової біржі Нагоя.
1 липня 1943 — засновано Japan Stock Exchange Co., Ltd. (Японська фондова біржа) шляхом злиття з 8 фондовими біржами по всій країні, ставши філією в Нагої.
19 березня 1945 — будівля ринку згоріла внаслідок нальоту авіації Нагоя.
10 серпня 1945 — всі ринки закриті (торгівля призупинена).
9 Вересень 1945 — GHQ оголошує меморандум про те, що «повторне відкриття фондового ринку вимагає схвалення GHQ».
Грудень 1945 року. Приблизно з цього часу стала активною «групова торгівля», під час якої торговці цінними паперами збираються в кутку біржі для проведення відповідних операцій та обміну інформацією. GHQ погодився, вважаючи, що це було розширення позабіржової торгівлі.
16 квітня 1947 — розпуск Японської фондової біржі. Heiwa Real Estate взяла в управління будівлю біржі.
1 лютого 1949 — Бюро економічних наук GHQ фактично відкликає меморандум від 25 вересня 1945 р.
4 березня 1949 — GHQ схвалює відновлення фондового ринку Нагоя.
1 квітня 1949 — відповідно до Закону про цінні папери та біржі було засновано Нагойську фондову біржу Securities Membership Corporation.
16 травня 1949 — торгівля відновлена.
1 травня 1950 — реконструкція ринкової зали Відповідно до плану реконструкції міста, міська дорога мала проходити у формі, що розділяла ділянку, тож це була спеціальна споруда, яка перетинала дорогу. Це було в принципі заборонено законом того часу, і було надано виняток префектури Айті (пізніше передано до міста Нагоя).
1 червня 1951 — запущена система маржинальної торгівлі.
Вересень 1951 — Розрахунок і публікація модифікованої середньої ціни акцій Нагойської фондової біржі (Nagoya old Dow) розпочато. Охоплює 90 акцій. Ціна в день становила 93,77 ієни.
1 січня 1959 — початок розрахунку та публікації нової середньої ціни акцій (Nagoya New Dow) для 120 акцій. Ціна того дня становила 124,10 ієни, і колишній промисловий індекс Dow Jones був розширений, щоб включити 120 акцій.
2 жовтня 1961 — Фондовий ринок поділений на 1-шу та 2-гу частини. У той же час також розраховується та публікується скоригована середня ціна акцій Другої секції фондової біржі Нагоя.
Листопад 1961 — розпочато торгівлю облігаціями.
27 липня 1967  — початок торгівлі цінними паперами на права підписки на акції.
9 вересня 1968 — Розбудова та перенесення торгового залу на 4 поверх головного корпусу. У відповідь на рекомендацію закрити ринок у місті Нагоя.
30 червня 1969 — Нагоя, припинення розрахунку та публікації нового Dow.
7 л ипень 1969 — Nagoya Stock Price Index розрахунок і початок публікації (базова дата розрахунку — 4 січня 1968).
30 червня 1970  — Нагойська фондова біржа. Колишня 2-а секція Dow. Виправлена середня ціна акцій. Розрахунок і публікацію припинено.
1 лютого 1971 — розпочато торгівлю конвертованими облігаціями.
Листопад 1985 — впровадження системи спеціальної емісії.
Жовтень 1989 — засновано ринок торгівлі опціонами фондового індексу "Option 25" для 25 акцій.
Одночасно розпочато розрахунок та публікація Індексу Варіанту 25 (базова дата розрахунку — 4 січня 1988 р.).
Травень 1994 — переведено торгівлю акціями, що котируються на біржі, до комп’ютерної системи.
Січень 1995 — встановлено спеціальну систему зберігання на другій ділянці ринку.
Січень 1996 — спеціально призначені акції на другій секції ринку об'єднані в другу секцію ринку. На другій ділянці ринку була створена особлива система акцій.
Вересень 1997 — скасовано спецвипускну систему. Розширений час торгівлі.
Грудень 1997 — створено систему торгівлі поза аукціоном.
Вересень 1998 — представлено "N-NET".
2 листопада 1998 — варіант 25 призупинено.
Жовтень 1999 — відкриття біржової торгівлі "Centrex" для компаній-початківців.
4 вересня 2000 — переведено всі операції в комп'ютерну систему. Закрити торговий зал.
Травень 2001 — відкриття інформаційного центру Нагоя (MIC).
Квітень 2002 — перехід до акціонерної компанії та зміна назви на Nagoya Stock Exchange Co., Ltd.
Червень 2005 — створення системи лістингу для іноземних компаній.
11 листопад 2005 — стався збій в системі новин ринку, призупинено торгівлю на 1-й і 2-й секціях ринку і "Centrex".
9 вересня 2007 — повністю перенесено в будівлю Нагойської фондової біржі.
1 січня 2008 — Агентство фінансових послуг видало наказ про вдосконалення діяльності у зв’язку з тим, що були виявлені недоліки у впровадженні заходів щодо покращення щодо питань, зазначених у переліку операцій перевірки та перевірок, проведених у 2004 році.
4 січня 2010 — перенесення торгової системи на нову систему Токійської фондової біржі.
22 лютого 2011 — перший японський місцевий ETF "MAXIS (Maxis) S&P Tokaiba Investment Trust" (широко відомий як Tokai ETF) нещодавно зареєстрований.
1 жовтня 2020 — через збій у розповсюдженні ринкової інформації, як-от курсів акцій, у торговій системі Токійської фондової біржі, фондова біржа Нагоя, яка використовує таку саму систему, також провела ранкові торги в торги всіх зареєстрованих акцій було призупинено на решту дня з моменту відкриття торгів о 9:00.
4 квітня 2022 — змінено назву першої секції маркету на «Прем'єр маркет», другої секції маркету на «Основний ринок», а назву Centrex на «Наступний маркет».

## Лістинг
- Aska